# Едіп (опера)
«Еді́п» (Едип) (фр. Œdipe) — опера на 4 дії з прологом і епілогом композитора Джордже Енеску; лібрето Едмона Флеґа. Прем'єра — Париж, Опера Гарньє, 13 березня 1936 р.
«Едіп» — єдина опера видатного румунського композитора, дириґента, скрипаля і піаніста Джордже Енеску. Праця над твором тривала протягом десятиліть — перші частини Енеску написав у 1910 році, а прем'єра на сцені відбулася у 1936-му. Автор змальовує трагічну давньогрецьку легенду про Едіпа, який здійснив подвійний злочин: вбив батька і став чоловіком власної матері. Енеску зобразив Едіпа як непохитного героя, котрий кидає виклик долі й жорстокій волі богів. Тому композитор не обмежився використанням трагедії Софокла «Цар Едіп» (яка закінчується катастрофою), а показує все життя героя. Фінал опери — моральна перемога Едіпа — ґрунтується на трагедії Софокла «Едіп у Колоні». Композитор хотів зробити Едіпа символом мужності, благородства та сили волі. Одною з ключових сцен є зустріч із Сфінксом, який загороджує героєві дорогу до Фів. Сфінкс питає: «Чи є на світі істота, яка здатна перемогти долю?» і отримує відповідь Едіпа: «Це — людина».
Музична мова опери дуже своєрідна. У народних сценах, особливо на початку опери, використано мелодії та ритми румунських народних пісень. Композитор не використовує стилізацію, як Ігор Стравінський в опері «Цар Едіп», а спрямовує ефекти безпосередньо на глядача. В опері нема ні довгих арій, ні ансамблів. Переважає декламаційно-речитативне начало у сольних партіях. Хор поділено на жіночі та чоловічі гурти, котрі ніби ведуть діалог. Яскравою і виразною є гра оркестру.
«Едіп» — гуманістична музична трагедія, виконаної зі специфічним, витонченим смаком і майстерністю композитора.